# Miguel Díaz-Canel
Miguel Díaz-Canel Bermúdez (* 20. dubna 1960 Placetas) je kubánský politik, současný prezident Kuby a zároveň první tajemník tamní vládnoucí komunistické strany. Původní profesí byl elektroinženýr. Od roku 2003 je členem politbyra ÚV Komunistické strany Kuby, v letech 2009–2012 byl ministrem školství, pak místopředsedou vlády. V roce 2018 byl zvolen kubánským prezidentem a v roce 2021 prvním tajemníkem Komunistické strany Kuby. Tím skončila éra bratří Castrů – prezidentů Fidela Castra a Raúla Castra, která trvala nepřetržitě od roku 1959.

## Život
Narodil se dne 20. dubna 1960 ve městě Placetas v provincii Villa Clara. Na univerzitě v Las Villas vystudoval elektrické inženýrství a do roku 1986 pracoval v kubánských ozbrojených silách, v nichž dosáhl hodnosti podplukovníka. Posléze působil v nejvyšších politických strukturách regionu Villa Clara, kde získal pověst pilně pracujícího a svědomitého úředníka.
V roce 2003 se stal členem nejvyššího vedení Komunistické strany Kuby. V letech 2009–2012 byl ministrem pro vyšší vzdělávání, pak se stal místopředsedou kubánské vlády. Dne 24. února 2013 byl zvolen prvním viceprezidentem Státní rady, a stal se tak pravděpodobným nástupcem kubánského prezidenta Raúla Castra – jeho nástupnictví bylo v roce 2013 potvrzeno i samotným Castrem v souvislosti s jeho ohlášeným odchodem z funkce prezidenta v roce 2018. Jako viceprezident reprezentoval Kubu na zahraničních cestách. Dne 19. dubna 2018 byl zvolen předsedou Státní rady (tedy de facto prezidentem), čímž se stal první hlavou státu, která se neúčastnila kubánské revoluce v roce 1959. Z titulu své funkce působil též jako předseda Rady ministrů. Bylo plánováno, že na následujícím sjezdu Komunistické strany v dubnu 2021 nahradí Castra i na pozici tajemníka strany.
Po zavedení nové ústavy v dubnu 2019 byl Díaz-Canel 10. října téhož roku parlamentem potvrzen v úřadu hlavy státu, který byl oficiálně pojmenován jako prezident Kuby a nově omezen dvěma pětiletými funkčními obdobími. Úřad předsedy Státní rady přešel na předsedu Národního shromáždění a v čele Rady ministrů stanul premiér.
Díaz-Canel bývá obvykle řazen ke konzervativním představitelům kubánského režimu (obrana režimu a kubánské revoluce, slib uzavření některých nezávislých médií, nedůvěra k některým evropským ambasádám), ale v jeho myšlení lze postřehnout i některé liberální názory (například obhajoba akademických svobod nebo blogerů kritických k režimu). V lednu 2020 na ostrov poprvé v historii Kuby pozval zahraniční novináře, před kterými představuje nový moderní styl, jelikož nosí džíny, poslouchá rock and roll, má účet na Twitteru a používá iPad.
Dne 16. dubna 2021 oznámil Raúl Castro rezignaci z pozice prvního tajemníka Komunistické strany Kuby a navrhl za svého nástupce současného prezidenta Miguela Díaze-Canela, který pak byl o tři dny později skutečně zvolen.
Dne 19. dubna 2023 byl téměř jednomyslně znovuzvolen na další pětileté funkční období.

## Vyznamenání
- velkokříž Řádu osvoboditele – Venezuela, 2018[12]